# Малака (држава)
Малака (енгл. Malacca, малајс. Melaka) је једна од 13 федеративних држава Малезије. Налази се у Западној Малезији, на јужној обали Малајског полуострва, уз Малајски пролаз. Малезијом управља конференција шефова држава и влада која обухвата 13 држава федерације, а њених 9 наследних чланова (султани, раџа или јанг) бирају сваке пете године суверена федерације, која је уставна парламентарна монархија.

## Географија

### Становништво
Становништво Западне Малезије (на Малајском полуострву) чине већином Малајци и Кинези, са мањим бројем Индуса, Пакистанаца, Тајланђана и Европљана. Велики део градског становништва чине Кинези.

## Историја
Западном Малезијом су кроз историју владали Монголи, Индуси, Кинези, Индонежани, Тајланђани, Арапи, Португалци, Холанђани и Британци. Европске колонијалне земље су, најчешће, држале упоришта дуж обале, док је у унутрашњости Малајског полуострва већ од 16. века постојало више малајских државица (султаната).
Малајско полуострво, које је највероватније Птоломејев Златни Херсонезос (2. век н.е), трговци су, на путу из Индије према кинеским морима, обилазили уздуж и пореко пре самог почетка наше ере. Тако су настале мале индијанизоване краљевине Ланкасука и Тамбралинга, од почетка 8. века под влашћу царства Сриваџија са Суматре, које су у 13. и 14. веку покушавали да освоје Маџапахит и сијамски краљеви. Ислам продире у Малезију почетком 14. века. Лука Малака, основана 1403, била је од капиталног значаја за трговину, а постала је и велики центар ширења ислама.
Почетком 16. века (1511) Португалци су освојили Малаку, а у првој половини 17. века потиснули су их Холанђани, који су после 11 напада (1606—1641) освојили Малаку и Вестминстерским миром (1674) добили превласт на Малајском полуострву. Крајем 18. века Британци продиру на острво, освајају 1786. Пенанг (први посед на Малајском полуострву), освајају Малаку (1795) и предају је Холанђанима (1818), а затим купују од султаната Џохор острво Сингапур (1819). Британци су поново заузели Малаку 1824 (Лондонски уговор), чиме су стекли превласт на Малајском полуострву. Мали султанати Џохор, Селангор, Перак, Кедах, Паханг, Тренгану и Келантан остају независни и живе од трговине.
Британци су постепено освајали полуострво с југа, долазећи у сукоб са Тајланђанима, који су напредовали са севера. Од Малаке, Пенанга и Сингапура створили су посед (енгл. Straits Settlements), којем су 1867. дали статус крунске колоније. Године 1874. Британци су наметнули протекторат државицама Перак, Селангор, Негри Сембилан и Паханг, а државици Џохор 1885. Од тих државица створили су 1895. федерацију под управом гувернера. На основу Англо-сијамског уговора (1909), којим су утврђене границе између поседа Велике Британије и Тајланда, Сијам је продао Великој Британији државице Келентан, Тренгану, Кеда и Перлис.
После Првог светског рата ојачао је привредни развитак Малезије и уселила се бројна кинеска радна снага. У Другом светском рату Јапанци су од 8. децембра 1941. до 15. фебруара 1942. заузели целу Малају заједно са Сингапуром (Малајска операција), а у водама око Малаје вођени су поморски бојеви (битка код Куантана). Малаја је била под јапанском окупацијом до капитулације Јапана 2. септембра 1945, после чега је британска војска поново заузела колонију. У споразуму са султанима малајских држава Британци су 1. фебруара 1948. створили Малајску федерацију од 9 држава и 2 територије, са статусом британског протектората. После тога, Комунистичка партија Малезије подигла се на оружани устанак, који су британска и малезијска војска успеле да угуше тек 1960. 31. августа 1957. проглашена је независност, и према уставу, фаворизовани су султани, Малајци и ислам. Иако су Кинези и Индуси били главна радна снага у градовима и индустрији, њихова политичка права била су веома ограничена - места у влади и државним службама резервисана су за Малајце. Устав је мењан три пута (1983, 1993. и 1994), са циљем да се ограниче привилегије султана.